# ディズニーアートアカデミー
ディズニーアートアカデミー（Disney Art Academy）は、イギリスのヘッドストロングゲームズが開発し、任天堂が発売したニンテンドー3DS向け教育用グラフィックゲームソフト。ディズニー、ピクサー作品のキャラクターを題材としたアートアカデミー（絵心教室）シリーズのスピンオフ作品。2016年3月3日にNintendo Directで発表され、4月7日に発売された。

## 概要
ゲーム内容は他のアートアカデミーシリーズと同様、プレイヤーは、40のステップバイステップのレッスンでディズニー、ピクサー作品に登場する様々なキャラクターを描く方法を学ぶ。また、ニンテンドー3DSの無線通信機能を利用して、描く様子をデモムービーとしてお互いに送信できるようにしている。

## 評価
ゲームレビューは大きく分かれており、Metacriticでは、16人のユーザーからのレビューに基づくゲームの加重平均値は100点中72点であり、「Mixed or average reviews（賛否両論または平均的なレビュー）」（黄色）評価を受けている。多くのユーザーは、おなじみのディズニーキャラクターを描く方法を教えるというゲームの内容を評価しているが、進行ペースが遅い割に、対象ユーザーである子どもの描画能力に配慮した内容が不足していると批判した。